# Gonatocerus h-luteum
Gonatocerus h-luteum är en stekelart som först beskrevs av Dmitriy Alekseevich Ogloblin 1938.  Gonatocerus h-luteum ingår i släktet Gonatocerus och familjen dvärgsteklar. Inga underarter finns listade i Catalogue of Life.